# ویجه آمرتراژ
 ویجه آمرتراژ (تامیلی: விஜய் அம்ரித்ராஜ்؛ زاده ۱۴ دسامبر ۱۹۵۳) یک تنیس‌باز اهل هند است.